# 후궁: 제왕의 첩
《후궁: 제왕의 첩》은 2012년 개봉한 대한민국의 영화이다.

## 줄거리
조선 시대를 배경으로 한 이 영화는 세 인물의 엇갈린 욕망과 비극적인 운명을 그린다. 권력욕에 눈이 먼 대비는 자신의 어린 아들을 왕위에 앉히기 위해 계략을 꾸미고, 정략적으로 궁에 들어온 화연은 사랑하는 이와 도망치려다 실패한 후 왕의 후궁이 된다. 
5년 후, 화연은 왕자를 낳아 왕비의 자리에 오르고, 대비는 아들 성원을 허수아비 왕으로 세우고 섭정을 하며 권력을 장악한다. 한편, 화연의 옛 연인 권유는 화연과의 도피 시도 때문에 거세된 채 환관이 되어 궁에서 복수를 꿈꾸며 살아간다. 
화연은 권유에게 도움을 청하지만, 그에게 배신당하고, 권유는 대비의 편에 서서 화연과 그녀의 아들을 위험에 빠뜨린다. 화연을 향한 미련을 버리지 못한 성원은 화연의 하녀를 통해 그녀의 사생활을 캐려 하고, 과거 화연과 권유의 관계를 알게 된다. 성원은 화연을 강간하려 하지만 화연은 그를 거부하고 진정한 왕이 되라고 일갈한다. 
권유는 자신의 아이라고 생각했던 화연의 아들을 위해 대비를 배신하고, 성원에게 독을 먹이지만 화연과 아들을 지키기 위해 자신이 독을 마신다. 결국 권유는 처형장에서 화연에게 아들을 부탁하지만, 화연은 아들이 누구의 아이도 아닌 자신의 아들이라고 단호하게 말한다.
왕이 된 성원은 화연과 마지막 밤을 보내지만 화연에게 살해당하고, 대비 또한 화연에게 제거된다. 영화 마지막 장면에서 화연은 왕위에 앉아 있는 아들을 보며 미소짓지만, 이내 닫힌 문을 보며 되돌아갈 수 없는 자신의 운명을 깨닫는다.

## 캐스팅
- 조여정 - 화연 역
- 김동욱 - 성원대군 역
- 김민준 - 권유 역
- 박지영 - 대비 역
- 조은지 - 금옥 역
- 이경영 - 김계주 역
- 박철민 - 약방내시 역
- 안석환 - 신참판 역
- 조기왕 - 윤종호 역
- 오지혜 - 박상궁 역
- 홍경연 - 김상궁 역
- 박충선 - 승전색 역
- 박민정 - 중전 역
- 김좌형 - 금군 역
- 임종윤 - 좌의정 역
- 이석구 - 고원익 역
- 권병길 - 어의 역
- 최우형 - 성원대군 수하 역
- 김수현 - 나인 역
- 김우주 - 상원 역
- 사공진 - 무봉 역
- 문승혁 - 내시 역
- 장지민 - 궁녀1 역
- 박미리 - 궁녀2 역
- 김혜림 - 침전궁녀1 역
- 김성민 - 침전궁녀2 역
- 홍수지 - 욕실궁녀1 역
- 이유이 - 욕실궁녀2 역
- 강화선 - 욕실궁녀3 역
- 유진선 - 욕실궁녀4 역
- 최정현 - 매맞는내시1 역
- 김효민 - 매맞는내시2 역
- 도미경 - 신참판부인 역
- 정일원 - 망나니 역
- 김왕근 - 집사 역
- 채동현 - 대전내시 역
- 이용직 - 밀궁간수 역
- 박미리
- 문승혁
- 양환오
- 최은
- 정준원 - 왕자 (목소리) 역
- 노익현 - 이봉수 역
- 오현경 - 윤기훈 역 (특별출연)
- 정찬 - 선왕 역 (특별출연)
- 홍여진 - 수라간상궁 역 (특별출연)
- 이용녀 - 밀궁노파 역 (특별출연)